# Oldřich Velen
Oldřich Velen, rodným jménem Oldřich Volek (15. září 1921 Brno-Tuřany – 4. května 2013 Praha), byl český filmový a televizní herec. Televizním divákům je znám například z úspěšného televizního seriálu Slovácko sa nesúdí natočeného podle stejnojmenné knihy Zdeňka Galušky, kde hrál hlavní roli (postava Jura Klásek) společně s populárním slovenským hercem Jozefem Kronerem. Jednalo se o velmi úspěšného herce, který za svůj život ztvárnil bezmála 300 různých filmových rolí, převážně vedlejších, avšak výrazného a osobitého charakteru.

## Život
Narodil se v roce 1921 jako Oldřich Volek v Tuřanech, které byly v té době již součástí Brna. Jeho stejnojmenný otec Oldřich Volek (narozen 3. června 1895 na Starém Brně) pracoval jako účetní asistent zemského finančního ředitelství v Brně, matka Anežka rozená Honsová (narozena 16. srpna 1900 v Tuřanech) byla v domácnosti (sňatek uzavřeli 5. října 1920 v tuřanském kostele). Měl ještě dva mladší sourozence.
Už od dětství se po vzoru matky věnoval ochotnickému divadlu. V Brně studoval postupně gymnázium v Kounicově ulici, strojní průmyslovku a v letech 1938–1942 Státní hudební a dramatickou konzervatoř pod vedením herce Rudolfa Waltera. Účastnil se odboje jako člen organizace Obrana národa a na základě udání byl v roce 1941 brněnským gestapem vězněn ve věznici na Cejlu, v Kounicových kolejích a následně v Německu, poté byl totálně nasazený v rakouské továrně Kabelfabrik und Drahtindustrie AG, odkud se mu podařilo utéct zpět. Nastoupil jako herec do Jihočeského národního divadla přesídleného z Českých Budějovic do Tábora (1942) a po krátké pauze do pardubické Východočeské společnosti (1943–1944). Po uzavření divadel ke konci války se mu podařilo vyhnout totálnímu nasazení a po osvobození se usadil v Městském divadle (později Divadlo Oldřicha Stibora) v Olomouci (1945–1962). Už během 50. let byl obsazován do filmů, což ho nakonec přivedlo do Prahy a v roce 1962 se stal stálým členem hereckého souboru Filmového studia Barrandov, kde působil až od odchodu do penze. Mezitím ale hrál také v Divadle Na zábradlí (1966–1971), kam byl angažován na žádost režiséra Jana Grossmana. Ve filmech hrál téměř až do své smrti v pokročilém věku.
Od roku 1946 byl ženatý se Sylvou Štursovou–Velenovou, se kterou měl dva syny Petra Velena a Pavla Velena. Přes třicet let měl chalupu v Karlovce na Děčínsku, kde pobýval přes léto. Po smrti manželky v roce 2008 žil již jen sám, zatížen zdravotními problémy. Zemřel 4. května 2013, veřejnost se o jeho úmrtí dozvěděla až 27. června téhož roku.

## Filmové a televizní role
V letech 1950–2012, tedy za více než 60 let svého působení, ztvárnil 297 rolí.

### Film
- 1969 Zabil jsem Einsteina, pánové… – role: dirigent v Národním divadle
- 1978 Jak se budí princezny – role: král Vendelín (nadaboval Lubor Tokoš)
- 1979 Smrt stopařek – role: účastník oslavy narozenin Petry Jarošové
- 1982 Smrt talentovaného ševce (dle stejnojmenného románu Václava Erbena) – role: vrchní číšník Václav Karlík

### Televize
- 1970 O statečném rytíři Janovi – role: král
- 1975 Slovácko sa nesúdí (TV seriál) – role: Jura Klásek

## Rozhlasové role (výběr)
- 1995 – Jan Neruda Figurky, Rozhlasová komedie na motivy stejnojmenné povídky ze sbírky Povídky malostranské. Dramatizace Jiří Just. Hudba Petr Mandel. Dramaturg Josef Hlavnička. Režie Vlado Rusko. Osoby a obsazení: Doktor (Ivan Trojan), Morousek (Jan Novotný), Vilhelmová (Naďa Konvalinková), Provazník (Vladimír Krška), Otylie (Zuzana Petráňová), Domácí (Oldřich Velen), Malíř (Antonín Molčík), Malířová (Růžena Merunková), Pepík (Matěj Sviták), Hostinský (Jaroslav Moučka), Nadporučík (Jiří Klem), Sekundant (Petr Křiváček), Lékař (Rudolf Pechan) a Pouliční zpěvák (Petr Křiváček).

## Divadelní role (výběr)
- 1963 – Václav Havel: Zahradní slavnost, Oldřich Pludek, Divadlo Na zábradlí, režie Otomar Krejča
- 1968 – Král Ubu, Divadlo Na zábradlí, režie Jan Grossman

V roce 1998 se zúčastnil oslav 75. výročí divadelního spolku DS Havlíček v Zákupech a stal se zde jeho čestným členem.